# Protoribates praeoccupatus
Protoribates praeoccupatus is een mijtensoort uit de familie van de Haplozetidae. De wetenschappelijke naam van de soort is voor het eerst geldig gepubliceerd in 2004 door Subías.